# Åse Frøyshov
Åse Frøyshov, född 11 januari 1943, är en norsk textilkonstnär.
Frøyshov är utbildad bland annat vid Statens håndverks- og kunstindustriskole i Oslo. Hennes konstnärskap karaktäriseras av ett icke-figurativt formspråk där färgerna, olika garntyper och kompositionen är de viktigaste uttrycksmedlen.
Frøyshov har utfört många stora utsmyckningsuppdrag, bland annat den 40 kvadratmeter stora bildvävnaden Fanfare till Nordnorsk Musikkonservatorium i Tromsø, en ridå till Olavshallen och en väggprydnad till Frostating lagmannsrett i Trondheim. Hon har haft två separatutställningar i New York.